# Dariusz Porbes
Dariusz Porbes (ur. 27 listopada 1972 w Bydgoszczy) – polski piłkarz występujący na pozycji pomocnika, trener piłkarski.

## Życiorys
Wychowanek Polonii Bydgoszcz, reprezentant Polski U-18. W 1989 roku został włączony do pierwszej drużyny Polonii. W tym okresie zainteresowanie piłkarzem wykazywały Lech Poznań i Zawisza Bydgoszcz. Zimą 1990 roku Porbes przeszedł do Zawiszy. W I lidze zadebiutował 11 marca w wygranym 2:1 meczu z Jagiellonią Białystok. Porbes nie był jednak zawodnikiem podstawowego składu i w rundzie wiosennej sezonu 1991/1992 grał na zasadzie wypożyczenia w Igloopolu Dębica. Sezon 1992/1993 spędził na grze w Chemiku Bydgoszcz, rozgrywając w jego barwach dziewiętnaście spotkań w II lidze. Następnie grał w takich klubach, jak Lech Rypin, Mień Lipno i Czarni Nakło.
W 1999 roku powrócił do Polonii Bydgoszcz, gdzie występował do 2003 roku, pod koniec tego okresu pełniąc także funkcję grającego trenera. Następnie był piłkarzem oraz grającym trenerem Victorii Koronowo. Zawodniczą karierę zakończył w 2006 roku. W 2008 roku objął stanowisko trenera w Unii Solec Kujawski, a w 2012 roku awansował z klubem do III ligi. Później trenował zawodników Startu Warlubie, Noteci Łabiszyn, Polonii Bydgoszcz i Piasta Kołodziejowo. W czerwcu 2021 roku został trenerem BKS Bydgoszcz.

## Statystyki ligowe
| Sezon         | Klub              | Liga    | Mecze | Gole |
| ------------- | ----------------- | ------- | ----- | ---- |
| 1989/1990 (w) | Zawisza Bydgoszcz | I liga  | 2     | 0    |
| 1990/1991     | Zawisza Bydgoszcz | I liga  | 13    | 0    |
| 1991/1992 (j) | Zawisza Bydgoszcz | I liga  | 0     | 0    |
| 1991/1992 (w) | Igloopol Dębica   | I liga  | 10    | 0    |
| 1992/1993     | Chemik Bydgoszcz  | II liga | 19    | 1    |
| 1993/1994 (j) | Zawisza Bydgoszcz | I liga  | 1     | 0    |